# Monocerina
Monocerina é uma di-hidroisocumarina e um metabólito policetídeo que se origina de várias espécies de fungos. Foi demonstrado que apresenta características antifúngicas, fitopatogênicas e inseticidas. Monocerina foi isolada de Dreschlera monoceras, D. ravenelii, Exserohilum turcicum e Fusarium larvarum.

## Biossíntese
Policétido sintases (PKSs) dos fungos são PKSs do tipo I. A monocerina foi confirmada por estudos de biossíntese como tendo origens heptacétidas. Monocerina PKS produz um intermediário com inicialmente um alto grau de modificação redutiva, mas termina com uma clássica porção molecular de β-policetídeo. Di-hidroisocumarina é o primeiro intermediário livre de PKS que seria formado a partir do heptacetídeo reduzido cuja via de montagem é mostrada na figura 1. Cetossintase, cetoredutase, desidratos, enol redutases e ciclisases são mostradas como domínios do monocerina PKS e a metil transferase é considerada uma enzima de adaptação.

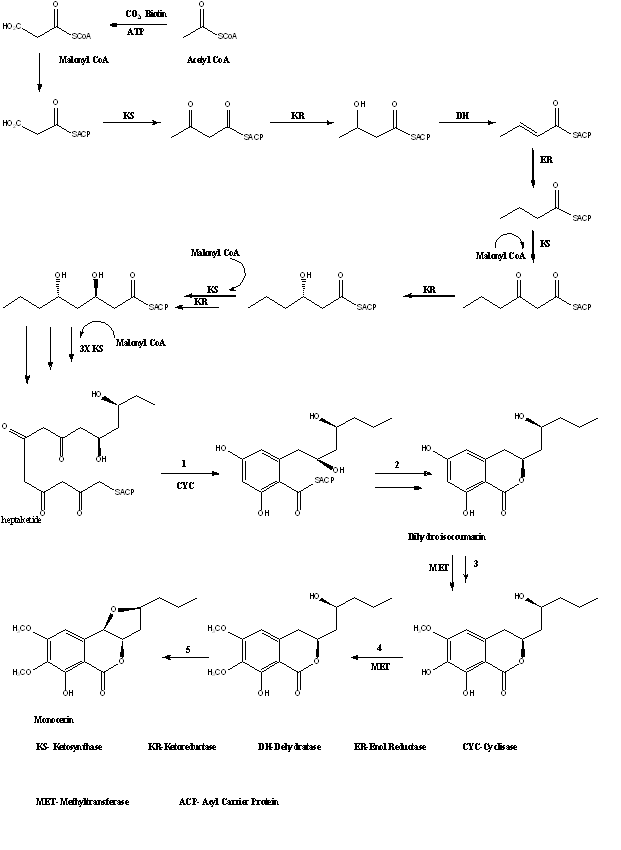
Figura 1. Biossíntese de Monocerina

1. Formação de um íon enolato no carbono em três carbonos do enxofre permite a adição de aldol no carbonil seis carbonos distantes ao longo da cadeia. Isso produz o álcool secundário. A desidratação prossegue para dar o alceno. A enolização ocorre para alcançar a estabilidade do anel aromático.[4]
2. A cadeia modificada é transferida para o domínio TE. Isso permite a lactonização e liberação da enzima.[4]:72
3. Hidroxilação ocorre na posição orto para dois substituintes.  O-metilação ocorre.[1]
4. O-metilação
5. Formação de éter cíclico.

## Efeitos biológicos
Monocerina produzida por Exserohilum turcicum causa a doença "ferrugem da folha do milho do Norte" (Northern Corn Leaf) no milho.  O milho desenvolverá lesões marrons em suas folhas e terá viabilidade diminuída em suas células da raiz. Monocerina também demonstrou ser um inseticida eficaz contra os pulgões-lanígeros. Monocerina também é um herbicida eficaz contra a gramínea maçambará (Sorghum halepense) inibindo o crescimento de mudas. Tem um efeito menor contra pepino.